# Église Saint-Martin d'Ouzouer-sur-Trézée
L’église Saint-Martin est une église catholique située à Ouzouer-sur-Trézée, en France.

## Localisation

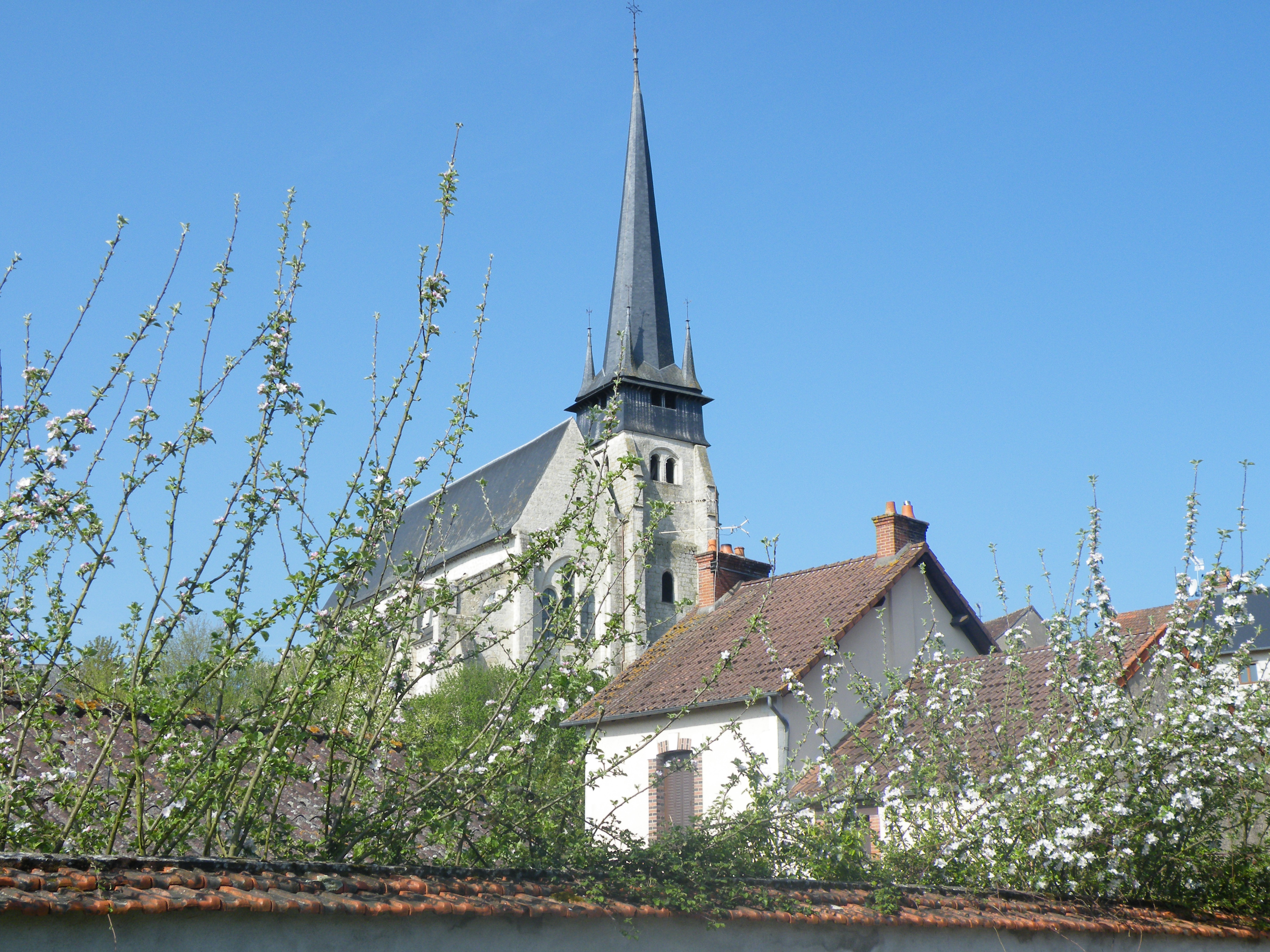
L'église Saint-Martin.

L'église est située dans le département français du Loiret, sur la commune d'Ouzouer-sur-Trézée.

## Historique
L'église date du XIIe siècle.
L'édifice est classé au titre des monuments historiques en 1910.

## Mobilier
Elle contient quatre peintures sur bois du XVIe siècle représentant saint Jean, saint Barthélémy, saint Philippe et saint Simon ; les tableaux sont classés, ainsi que plusieurs autres objets ou meubles du XVIIIe siècle : chaire à prêcher, banc d’œuvre, retable de la chapelle de la Vierge, retable de la chapelle de saint Jean, retable du maître-autel.

## Pour approfondir